# Azusa (cratera)
Azussa é uma cratera marciana. Tem como característica 41.1 quilômetros de diâmetro. Deve o seu nome a Azusa, uma cidade da Califórnia, nos Estados Unidos.